# Fröken April
Fröken April är en svensk komedifilm från 1958 i regi av Göran Gentele.

## Handling
Bankdirektör Arwidson springer efter en ung dam som av misstag tagit hans väska. Hon går in på Kungliga Operan där det är audition för kören och innan han vet ordet av är han antagen. Den unga damen, Maj, förälskar han sig i men hon är istället förälskad i operans stora manliga diva, Osvald Berg.
En typisk scen i filmen är även när Gunnar Björnstrand och Jarl Kulle tävlingskör med varandra på en motorväg samtidigt som de sjunger arian "Questa o quella" ur Giuseppe Verdis Rigoletto.

## Kritik
"Mitt i höstrusket presenterar Gentele här en vårcocktail av nästan förödande verkan, ett graciöst lustspel så proppat med roliga infall och yra improvisationer, välljud och ögonfröjd, att åskådaren blir helt betagen." Lill i Svenska Dagbladet 4 november 1958
"Göran Gentele har gjort ett verkligt skojigt lustspel, där man bland mycket annat kan konstatera, att Jarl Kulle för närvarande är Sveriges roligaste skådespelare." Staffan Tjerneld i Expressen 4 november 1958

## Om filmen
Fröken April hade premiär på biograf Saga i Stockholm den 3 november 1958. Filmen var Sveriges bidrag till filmfestivalen i Cannes 1959. 
Fröken April har visats i SVT, bland annat 1984, 1988, i juni 2019 och i september 2024.

## Rollista i urval
- Gunnar Björnstrand – Marcus Arwidson, bankdirektör
- Lena Söderblom – Maj Bergman, balettdansös
- Jarl Kulle – Osvald Berg, operasångare
- Gaby Stenberg – Vera Stenberg, operasångerska
- Douglas Håge – körmästare
- Hjördis Petterson – fru Berg, Osvalds mor
- Meg Westergren – Anna
- Lena Madsén – Siri
- Olof Sandborg – operachef
- Sif Ruud – fru Nilsson, hushållerska
- Birgitta Valberg – fröken Holm, sekreterare
- Per Oscarsson – Sverker Ek, pianist
- Sven Holmberg – Malmnäs, direktör
- Gunnar Ekström – direktör
- Björn Gustafson – operaregissör
- Georg Skarstedt – inspicient
- Bengt Eklund – Hink
- Ivar Wahlgren – operavaktmästare
- Tord Stål – domare
- Börje Mellvig – åklagare
- Hans Strååt – Bäcke
- Sven Nilsson – polismästare
- Carl-Axel Hallgren – polis
- Curt Löwgren – polis
- Gösta Prüzelius – polis
- Frithiof Bjärne – vaktkonstapel i rannsakningshäktet
- Sten Hedlund – hovmästare
- Kurt Bendix – operadirigent
- Caj Selling – dansare
- Vincent Jonasson – Marcus Arvidson nr 2
- Lennart Klefbom

## Musik i filmen
- Valsmelod, kompositör  Joy Ardon, instrumental
- Toréador, en garde. ur Carmen (Toreadorarian/Var på din vakt, toreador. ur Carmen), kompositör Georges Bizet fransk text 1875 Henri Meilhac och Ludovic Halévy svensk text 1878 Palle Block  nyare svensk text Carl Axel Strindberg, sång Erik Sædén som dubbar Jarl Kulle
- Hofball-Tänze, op. 161, kompositör  Josef Lanner, instrumental, dansas av baletten
- Helan går, musikarrangör: Nathan Görling, sång Ingvar Wixell som dubbar Gunnar Björnstrand
- Die Forelle, kompositör  Franz Schubert, sång av okänd sångare
- Scintille, diament. ur Les contes d'Hoffmann (Stråla klart med trolldomsglans/Spegelarian. ur Hoffmanns äventyr, kompositör  Jacques Offenbach, fransk text 1881 Jules Barbier och Michel Carré svensk text 1881 Ernst Wallmark, sång Erik Sædén som dubbar Jarl Kulle, sången framförs med delvis ändrad text av Göran Gentele
- Ballata/Questa o quella per me pari sono. (O, kvinnor jag älskar er alla. ur Rigoletto), kompositör  Giuseppe Verdi, italiensk text 1851 Francesco Maria Piave,  svensk text 1861 Ernst Wallmark sång Erik Sædén som dubbar Jarl Kulle och Ingvar Wixell som dubbar Gunnar Björnstrand
- Tannhäuser. Uvertyr, kompositör  Richard Wagner, instrumental
- Finch' han dal vino. ur Don Giovanni (Champagnearian. ur Don Juan), kompositör  Wolfgang Amadeus Mozart, italiensk text 1787 Lorenzo Da Ponte svensk text 1813 Carl Gustaf Nordforss svensk text 1856 Wilhelm Bauck  nyare svensk text Herbert Sandberg svensk text 1961 Erik Lindegren, i filmen framförs Herbert Sandbergs version, sång Erik Sædén som dubbar Jarl Kulle och Ingvar Wixell som dubbar Gunnar Björnstrand
- Carmen. Uvertyr, kompositör Georges Bizet, instrumental
- Ja, må han leva!, sång Lena Söderblom,  Meg Westergren och Lena Madsén
- Sköna maj, välkommen till vår bygd igen (Majsång), kompositör  Lars Magnus Been, text Johan Ludvig Runeberg
- Largo al factotum. ur Il baribiere di Siviglia (ur Barberaren i Sevilla), kompositör Gioacchino Rossini, italiensk text 1816 Cesare Sterbini svensk text 1825  Bernhard Crusell  nyare svensk text Oscar Ralf, sång Erik Sædén som dubbar Jarl Kulle och Ingvar Wixell som dubbar Gunnar Björnstrand
- Là ci darem la mano. ur Don Giovanni (Du skall ej fruktan bära/Räck mig din hand min sköna. ur Don Juan), kompositör  Wolfgang Amadeus Mozart, text Lorenzo Da Ponte svensk text 1813 Carl Gustaf Nordforss svensk text 1856 Wilhelm Bauck nyare svensk text Herbert Sandberg svensk text 1961 Erik Lindegren, i filmen framförs Herbert Sandbergs version, sång Erik Sædén som dubbar Jarl Kulle och Ingvar Wixell som dubbar Gunnar Björnstrand
- Kungssången (Ur svenska hjärtans djup) , kompositör  Otto Lindblad, text Talis Qualis, musikarrangör Nathan Görling, instrumental